# فهرست نویسندگان سوئدی‌زبان
فهرست نویسندگان سوئدی‌زبان (سوئدی: List of Swedish-language writers) شامل رمان‌نویس‌ها، شاعران و سایر نویسندگان.

## A
- هانس آلفردسن (۱۹۳۱–۲۰۱۷)
- کارین آلفردسون (تولد۱۹۵۳)[۱]
- مایگول اکسلسون (born ۱۹۴۷)

## B
- کارین بوی (۱۹۰۰–۱۹۴۱)

## D
- استیگ داگرمن (۱۹۲۳–۱۹۵۴)

## E
- گونار اکلوف (۱۹۰۷–۱۹۶۸)
- ششتین اکمن (تولد۱۹۳۳)

## G
- ماریا گریپه (۱۹۲۳–۲۰۰۷)

## H
- ورنر فون هایدنشتام (۱۸۵۹–۱۹۴۰)

## J
- ایویند جانسون (۱۹۰۰–۱۹۷۶)

## K
- اریک آکسل کارلفلدت (۱۸۶۴–۱۹۳۱)
- ویلی کیرکلوند (۱۹۲۱–۲۰۰۹)

## L
- کامیلا لاکبرگ (تولد۱۹۷۴)
- پر لاگرکویست (۱۸۹۱–۱۹۷۴)
- سلما لاگرلوف (۱۸۵۸–۱۹۴۰)
- استیگ لارسن (۱۹۵۴–۲۰۰۴)
- آسترید لیندگرن (۱۹۰۷–۲۰۰۲)
- کریستینا لوون (تولد۱۹۴۸)

## M
- هنینگ مانکل (تولد۱۹۴۸)
- لیزا مارکلوند (تولد ۱۹۶۲)
- هاری مارتینسون (۱۹۰۴–۱۹۷۸)
- لوکاس مودیسون (تولد ۱۹۶۹)اشعاری را منتشر کرده بود قبل از اینکه کارگردان فیلم شود.

## P
- آینتا پلییل (متولد۱۹۴۰)

## S
- آوگوست استریندبری (۱۸۴۹–۱۹۱۲)
- یلمار سودربری (۱۸۶۹–۱۹۴۱)

## T
- اورت توب (۱۸۹۰–۱۹۷۶)
- ششتین توروال (۱۹۲۵–۲۰۱۰)
- توماس ترانسترومر (۱۹۳۱–۲۰۱۵), شاعر

## V
- گونل والکویست (۱۹۱۸–۲۰۱۶)

## W
- پر وستبری (تولد۱۹۳۳)